# Resolution 1754 des UN-Sicherheitsrates
Die Resolution 1754 des UN-Sicherheitsrates ist eine Resolution zur Lage in der Westsahara, die der Sicherheitsrat der Vereinten Nationen am 30. April 2007 auf seiner 5669. Sitzung einstimmig angenommen hat. Mit der Resolution wurden Marokko und die Frente Polisario aufgefordert, gegenseitige Verhandlungen ohne Vorbedingungen aufzunehmen. Außerdem wurde das Mandat der Mission der Vereinten Nationen für das Referendum in Westsahara (MINURSO) bis zum 31. Oktober 2007 verlängert.
Der Sicherheitsrat ruft mit der Resolution alle vorangegangenen Resolutionen zur Problematik in Erinnerung und drückte seine Unterstützung des UN-Generalsekretärs Ban Ki-moon und dessen persönlichen Abgesandten aus. Er betonte seine Entschlossenheit, beiden Seiten bei der Lösung des Problems zu helfen und forderte dazu auf, vollständig mit den Vereinten Nationen zusammenzuarbeiten.
Unter Berücksichtigung des Berichtes des UN-Generalsekretärs vom 13. April 2007 entschied der Sicherheitsrat,
1. dass die Befolgung der mit MINURSO erzielten militärischen Vereinbarungen hinsichtlich des Waffenstillstandes unabdinglich ist;
2. beide Seiten vorbehaltslos Verhandlungen aufnehmen sollen, um eine dauerhafte, gerechte und gegenseitig akzeptierte politische Lösung des Problems der Westsahara zu erreichen;
3. dass der UNO-Generalsekretär bei diesen Verhandlungen federführend agieren soll;
4. dieser bis zum 30. Juni einen Bericht über die erzielten Fortschritte erstellen soll;
5. dieser vor dem Ende des Mandates von MINURSO einen Bericht über die Situation in der Westsahara vorzulegen hat;
6. die Mitgliedsstaaten zu freiwilligen Finanzhilfen für vertrauensbildende Maßnahmen aufzufordern, insbesondere der Familienzusammenführung;
7. den Generalsekretär zu beauftragen, im Rahmen der MINURSO die Nulltoleranzpolitik hinsichtlich sexuellen Missbrauches sicherzustellen;
8. das Mandat von MINURSO bis zum 31. Oktober 2007 zu verlängern und
9. weiterhin aktiv mit der Problematik befasst bleiben zu wollen.

Nach dem Bericht des UN-Generalsekretärs hatte Muhammad Abdelaziz, der Generalsekretär der Polisario, am 8. März 2007 an Ban Ki-moon ein Dokument übermittelt, in welchem das Problem der Westsahara als eines der Dekolonialisierung bezeichnet wurde und dass deswegen ein Referendum abgehalten werden müsse. In einer Note vom 19. März 2007 hatte auch der Präsident Algeriens dem UN-Generalsekretär mitgeteilt, dass die Vereinten Nationen die Verpflichtung gegenüber der Bevölkerung in der Westsahara zu erfüllen hätte, den Dekolonialisierungsprozess mit einem Referendum abzuschließen. Der persönliche Abgesandte des Generalsekretärs, Peter van Walsum, hatte Ban Ki-moon darauf hingewiesen, dass der Sicherheitsrat bei seiner letzten Entscheidung zur Westsahara am 31. Oktober 2006 die Empfehlungen des früheren UN-Generalsekretärs Kofi Annan weder abgelehnt noch angenommen hat, sondern es schlichtweg versäumte, diesbezüglich zu handeln. Nach Ansicht van Walsums gibt es hinsichtlich der Westsahara nur zwei Optionen, nämlich eine unbefristete Fortsetzung des Stillstandes oder Verhandlungen ohne Vorbedingungen zwischen beiden Seiten. Die Nachbarstaaten Mauretanien und Algerien sollten eingeladen werden, an diesen Verhandlungen teilzunehmen, und bezüglich der sie betroffenen Einzelfragen angehört werden.
Trotz der einstimmigen Verabschiedung hat vor der Abstimmung der Vertreter Südafrikas den Resolutionstext kritisiert; dieser sei den Ratsmitgliedern weniger als 24 Stunden vor der Abstimmung übermittelt worden, sodass kaum Zeit zu einer Verbesserung des Textes möglich war, dessen Formulierung von seinem Land in zwei Punkten als nicht ausgewogen angesehen wird.